# Rana tavasensis
Rana tavasensis là một loài ếch trong họ Ranidae. Chúng là loài đặc hữu của Thổ Nhĩ Kỳ.
Các môi trường sống tự nhiên của chúng là rừng ôn đới, vùng đồng cỏ ôn đới, và sông.